# Herb Rzeszowa

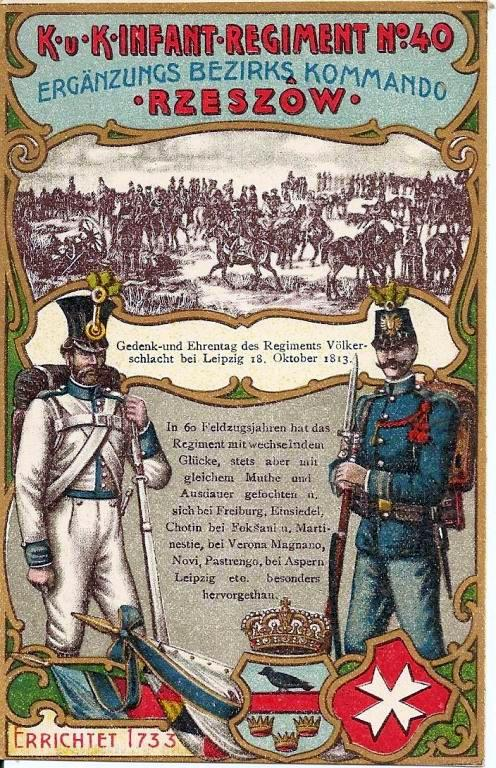
Godło miasta na czerwonej tarczy

Herb miasta w okresie zaborów

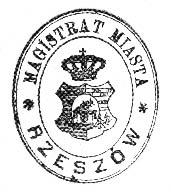
Pieczęć Rzeszowa (II poł. XIX wieku) Pole I - Herb Diecezji Krakowskiej, Pole II - Herb Lodomerii, Pole III - Herb Ks. Oświęcimskiego, Pole IV - Herb Ks. Zatorskiego, Pole V - Herb właściwy Rzeszowa

Herb Rzeszowa – jeden z symboli miejskich Rzeszowa, przedstawia srebrny krzyż kawalerski na błękitnym tle.

## Historia
Pierwsza miejska pieczęć pochodzi najprawdopodobniej z XV wieku, świadczy o tym między innymi gotycki kształt liter wokół krzyża o prostych ramionach. Na następnej, renesansowej pieczęci, krzyż nieznacznie zmieniono.
W końcu XVIII wieku, kiedy Rzeszów stał się bezpośrednią częścią imperium Habsburgów, cesarz Józef II wydał zarządzenie o uzupełnieniu lokalnych herbów nowo nabytych ziem. Po reformach herb miasta zmienił się znacznie. W centrum znalazła się kamienna skrzynia, która miała być miejscem przechowywania przywilejów nadanych miastu. Na jej froncie umieszczono stary herb miasta – krzyż kawalerski oraz po obu stronach girlandy. Na wieku leżała otwarta księga, symbolizująca oświatę, wykształcenie, i skrzyżowane miecze (symbol waleczności) oraz kaduceusz (według mitologii jest oznaką spokoju i dobrego handlu).
Po odzyskaniu przez Polskę niepodległości w 1918 roku Rada Miasta wystąpiła do ministra spraw wewnętrznych o zatwierdzenie zmian w herbie Rzeszowa. Miał to być srebrnobiały krzyż kawalerski na czerwonym polu (herb miał podkreślać barwy narodowe). Miał to być historyczny herb miasta. W 1936 zarząd Związku Legionistów Polskich czynił starania o włączenie Krzyża Niepodległości do herbu Rzeszowa. Jednak ostatecznie władze miejskie nie dostały zatwierdzenia nowego herbu. Taka sytuacja trwała aż do 1939 roku. W okresie Polski Ludowej, wedle "stalinowskiej mody", herby miast były nieistotne i nie było żadnego prawa sankcjonującego ich istnienie. Nieoficjalnie Miejska Rada Narodowa w Rzeszowie ożywiła plan sprzed wojny i uchwaliła przywrócenie herbu sprzed czasu zaborów, tj. biały krzyż maltański na czerwonym polu. W latach 70. wśród znawców tematyki i historii Rzeszowa rozgorzał spór o historyczne tło herbu. Ostatecznie od roku 1975 tło herbu Rzeszowa jest niebieskie, a krzyż kawalerski ma kolor biały. Uchwałą z 30 sierpnia 1990 roku Rada Miasta Rzeszowa potwierdziła, że herbem miasta Rzeszowa jest srebrny krzyż kawalerski na niebieskim polu.